# The Jones Girls
The Jones Girls je dívčí R&B trio, sestavené ze sester pocházející z Detroitu. Nejprve nahrávali pro firmu GM Records v roce 1968, později pro P.I.R., Philadelphiskou firmu vlastněnou Gamble & Huff.

## Historie
Jones Girls se skládají ze sester Brendy, Valorie a Shierly Jonesové. Kdysi pracovali i jako vokalisti v pozadí pro Lou Rawlse, Teddy Pendergrasse a Aretha Franklinové. Rovněž spolupracovali s Dianou Ross v letech 1975~1978 a s Lindou Clifford (pro album If My Friends Could See Me Now z roku 1978).
Další hit byla v roce 1980 píseň "I Just Love The Man". Po neúspěchu jejich čtvrtého alba On Target (1983), Shirley Jonesová odešla za sólovou kariérou a v roce 1986 měla #1 R&B hit "Don't You Get Enough Love"
Jejich největším hitem byla písnička "You Gonna Make Me Love Somebody Else", která se v květnu 1979 umístila v Top 40 Billboard magazínu, na příčce #38.
Valorie Jones později zemřela 2. prosince, 2001 v Detroitu ve věku 45 let.

## Diskografie

### Alba
- 1979: The Jones Girls (Philadelphia International) - US Pop #50, US R&B #8
- 1980: At Peace With Woman (Philadelphia International) - US Pop #96, US R&B #7
- 1981: Get as Much Love as You Can (Philadelphia International) - US Pop #155, US R&B #25
- 1983: On Target (RCA) - US R&B #59
- 1984: Keep It Coming (Philadelphia International)
- 1992: Coming Back (ARP)
- 2000: The Best of the Jones Girls (Capitol)

### Singly
- 1979: "You Gonna Make Me Love Somebody Else" - US Pop #38, US R&B #5, US Dance #12
- 1979: "We're a Melody" - US R&B #78
- 1980: "I'm at Your Mercy" - US R&B #77
- 1980: "I Just Love the Man" - US R&B #9
- 1980: "Dance Turned into a Romance" - US R&B #22
- 1981: "(I Found) That Man of Mine" - US R&B #20
- 1981: "Nights Over Egypt" - US R&B #23
- 1983: "On Target" - US R&B #43
- 1983: "2 Win U Back" - US R&B #47